# Стартап (серіал)
Стартап (кор. 스타트-업, англ. Start-Up) — романтично-комедійний південнокорейський телесеріал, що розповідає про видуману кремнієву долину в Кореї, Sandbox, де молоді люди прагнуть досягти успіху в започаткуванні стартап-компанії. Телесеріал виходив на телеканалі tvN щосуботи та щонеділі з 17 жовтня по 6 грудня 2020. У головних ролях Пе Сюзі, Нам Чу Хьок, Кім Сон Хо та Кан Хан На.

## Сюжет
В дитинстві сім'я Таль Мі і Ін Дже розлучилася та Таль Мі залишилася з батьком, а Ін Дже з матір'ю. Тоді ж через розлучення і рішення сестри залишитися з мамою, Таль Мі майже не спілкується з неї і переживає складний час. У цей час сирота Хан Чі Пхьон у пошуках житла, але не може знайти жодної квартири для оренди, хоч і виграв олімпіаду з віртуальними грошами. Допоки він випадкову не зустрів До Вон Док, бабусю  Со Таль Мі, яка запропонувала кімнату над крамницею для ночівлі. З часом Чі Пхьон і Вон Док стали близькими і вона поприсала його, щоб він насипив листа-підтримки до Таль Мі. Проте один лист-підтримки переріс у листування, яке і сформувало у Таль Мі думку про існування вигаданого хлопця по той бік листування. Однак, одного дня Чі Пхьон вирішує переїхати в столицю та залишає Вон Док і перестає писати Таль Мі. 
Після 15 років Таль Мі знову зустрічається з Ін Дже, яка стала успішним головними директором. Таль Мі, що живе в бідності і працює на різноманітних підробітках, хоче показати, що її вибір був обґрунтований залишитися з батьком, тому каже неправду, що зустрічається То Сан, хлопцем із листів, який працює на хорошій роботі. Тому у прагненні перетворити неправду на реальність вона долучається до платформи «Sandbox», щоб стати успішним головними директором.
То Сан вже протягом кількох років разом із друзями, Кім Йон Саном та Лі Чхоль Саном, намагається досягти успіху в започаткувані стартапу. Проте одного дня все змінються, коли з То Саном зв'язується Таль Мі, відтоді Чі Пхьон починає допомагати То Сану, щоб не зруйнувати свою брехню. То Сан вирішує зі своєю командою вступити до платформи «Sandbox», щоб нарешті досягти успіху.
Ін Дже Після зустрічі з Таль Мі дізнається, що її вітчим вирішив змістити з посади головними директора її компанії, відправивши її до закордоного відділу та віддавши посаду своєму сину. Тому вона вирішує покинути його компанії та започаткувати власний стартап на платформі «Sandbox».

## Акторський склад

### Головні ролі
- Пе Сюзі як Со Таль Мі[5][6]
  - Хо Чон Ин як Со Таль Мі у дитинстві

Со Таль Мі є шукачкою пригод, яка водночас не має багато речей, але будує грандіозні плани для себе, серед яких бути успішними CEO. Вона має досвід роботи на різноманітних підробітках та є особою з дуже витривалими характером. Після знайомства з То Сан і конфронтації зі своєю сестрою Ін Дже, вирішує створити власну компанію і подається на платформу стартапів Sandbox.
- Нам Чу Хьок як Нам То Сан[5][6]
  - Кім Кан Хун як Нам То Сан у дитинстві

Нам То Сан є засновником компанії «Samsan Tech». Він є генієм з математики, однак вже протягом двох років розчаровує батьківські сподівання через те, що йде у невідомість з інвестиціями, які вклали в його компанію. Однак, згодом То Сан дізнається, що Таль Мі вважає його за свою перше кохання, а тому він вирішує започаткувати стартап на платформі Sandbox, що перетворити ці сподівання з непорозуміння в реальність. 
- Кім Сон Хо як Хан Чі Пхьон[5][6]
  - Нам Та Рим як Хан Чі Пхьон у дитинстві

Хан Чі Пхьон є керівник команди в SH Venture Capital та отримав звання «Гордон Рамзі в інвестиціях» за свої дивовижні навички в інвестиціях та свій гострий язик. Однак Чі Пхьон таким є лише у спілкуванні з іншими, а при спілкуванні з однією особливою людиною, що зробила йому велику послугу в минулому, видається ніжніше ніж будь-хто на світі.
- Кан Хан На як Вон Ін Дже[5][6]
  - Лі Ре як Вон Ін Дже у дитинстві

Вон Ін Дже є CEO компанії «Morning Group» та має всі елементи, за якими поважають людину у суспільстві — освіта, зовнішність та гроші. Однак, вона розглядає свій статус «чеболя другого покоління» як свою вразливість та намагається самостійно досягти свого успіху і бути визнаною за своїми навичками. Але, у підсумку її прийомний батько використовує Ін Дже та потім позбавляє її посади директора компанії. З метою, що більше не бити використаною як пішак на чиїйсь шаховій дошці, Ін Дже приймає заснувати власну компанію, подавшись у стартап.

### Другорядні ролі

#### Сім'я Со Таль Мі і Вон Ін Дже
- Кім Хе Сук як Чхве Вон Док[7]
- Сон Сон Мі як Чха А Хьон[7]
- Кім Чу Хон як Со Чхон Мьон
- Ом Хьон Соп як Вон Ту Джон[7]
- Мун Тон Хьок як Вон Сан Су[7]

#### Samsan Tech
- Кім То Ван як Кім Йон Сан[7]
- Ю Су Бін як Лі Чхоль Сан[7]
- Стефані Лі як Чон Са Ха[7][8]

#### Сім'я Нам То Сана
- Кім Хі Джон як Пак Ким Джон[7]
- Кім Вон Хе як Нам Сон Хван[7]
- Чан Се Хьон як Нам Чон Хо

#### SH Venture Capital
- Со І Сук як Юн Сон Хак[7]
- Кім Мін Сок як Пак Тон Чхон
- Йо Чін Ку як Чан Йон Сіль

#### Інші
- Джаспер Чо як Алекс[7]
- Кім Ю Сок як Сін Хьон
- Чу По Йон як Сін Джон

#### Особлива поява
- Лі Бо Йон як жінка, що заспокоює засмучену Со Таль Мі, а потім і Хан Чі Пхьона, але при цьому має приховані наміри.
- Мун Се Юн як охоронець.
- Пак Чхан Хо як улюблений атлет Нам То Сана.
- Пе Хе Сон як Лі Хє Вон, керівник команди в «Seonju Life Insurance».

## Саундтрек

### Повний альбом
| Start-Up (Original Television Soundtrack), Диск 1 | Start-Up (Original Television Soundtrack), Диск 1         | Start-Up (Original Television Soundtrack), Диск 1             | Start-Up (Original Television Soundtrack), Диск 1                    | Start-Up (Original Television Soundtrack), Диск 1 | Start-Up (Original Television Soundtrack), Диск 1 |
| #                                                 | Назва                                                     | Автор слів                                                    | Автор музики                                                         | Виконавець                                        | Тривалість                                        |
| ------------------------------------------------- | --------------------------------------------------------- | ------------------------------------------------------------- | -------------------------------------------------------------------- | ------------------------------------------------- | ------------------------------------------------- |
| 1.                                                | «Future» (미래)                                           | Taibian, Пак Се Джун                                          | Taibian, Bark, YESY                                                  | Red Velvet                                        | 3:35                                              |
| 2.                                                | «Day & Night»                                             | Taibian, Пак Се Джун                                          | Со Тон Хван, Чон Син Хван                                            | Чон Син Хван                                      | 4:20                                              |
| 3.                                                | «One Day» (어느 날 우리)                                  | Хван Сок Джу, Хан Джун, Пак Се Джун                           | Со Че Ха, Кім Йон Сон, Пак Се Джун                                   | Кім Філ                                           | 4:02                                              |
| 4.                                                | «I Know»                                                  | ARTMATIC (Чхве Чі Сан, Хан Кьон Су, Лі Хьон Сан), Пак Се Джун | ARTMATIC (Хан Кьон Су, Чхве Чі Сан), Чхве Хан Соль                   | Oh My Girl (Синхі, Чіхо, Піні)                    | 3:18                                              |
| 5.                                                | «Running»                                                 | Юн Кьон Вон, Чхве Силь Ґі, Ан Чі Су, Пак Се Джун              | AIMING (Кім Чхан Рак, Кім Су Бін), Лі Син Хьон, Кім Тон Йон          | Gaho                                              | 3:29                                              |
| 6.                                                | «Where Is Dream»                                          | Taibian, Пак Се Джун                                          | Taibian, Bark, YESY                                                  | 10CM                                              | 3:03                                              |
| 7.                                                | «My Love»                                                 | Captain Planet, Хан Кьон Су (ARTMATIC), Хан Джун, Пак Се Джун | Captain Planet, Хан Кьон Су (ARTMATIC)                               | Davichi                                           | 3:21                                              |
| 8.                                                | «Even For A Moment» (우연히 잠시라도)                     | Captain Planet, Хан Кьон Су (ARTMATIC), Пак Се Джун           | Captain Planet, Хан Кьон Су (ARTMATIC)                               | Cheeze                                            | 3:49                                              |
| 9.                                                | «Blue Bird»                                               | Хан Кьон Су (ARTMATIC), Пак Се Джун                           | Хан Кьон Су (ARTMATIC), Кан У Джін, Лі Чон У, Чхве Мін Джун, VioletK | Ailee                                             | 3:46                                              |
| 10.                                               | «Lonesome Diary» (어른 일기)                              | Taibian, Пак Се Джун                                          | Taibian, Bark, YESY                                                  | Сандиль (B1A4)                                    | 3:58                                              |
| 11.                                               | «Two Words» (두 글자)                                     | Хан Джун, Пак Се Джун                                         | Хан Кьон Су (ARTMATIC), Чхве Хан Соль, VioletK                       | Венді (Red Velvet)                                | 3:59                                              |
| 12.                                               | «Love Letter»                                             | Мі Сон, Кім Чон У, Ю А Рі, Пак Се Джун                        | Ан Чі Йон, Кім Чон У, Ю А Рі, Мі Сон, Чхве Силь Ґі                   | Bolbbalgan4                                       | 3:10                                              |
| 13.                                               | «Dream» (상상한 꿈)                                       | Лі Хьон Сан (ARTMATIC), Dope'Doug, Пак Се Джун                | ARTMATIC (Хан Кьон Су, Чхве Чі Сан), Mats Ta                         | Jamie                                             | 3:33                                              |
| 14.                                               | «My Dear Love»                                            | Хан Джун, Пак Се Джун                                         | Лі Ю Джін, Пак Се Джун                                               | Сюзі                                              | 4:01                                              |
| 15.                                               | «Love Me Like You Used To» (날 사랑한 처음의 너로 돌아와) | Kassy                                                         | Чо Йон Су                                                            | Kassy                                             | 3:36                                              |
| 16.                                               | «To Me» (혼잣말)                                          | Хан Джун, Пак Се Джун                                         | Кім Йон Сон, Со Че Ха, Пак Се Джун                                   | Чон Ин Джі (Apink)                                | 3:53                                              |
| 17.                                               | «Care About You» (너 하나만 바라볼 사람)                  | AIMING (Кім Чхан Рак, Кім Су Бін), Пак Се Джун                | AIMING (Кім Чхан Рак, Кім Су Бін), Чхве Силь Ґі                      | K.Will                                            | 3:29                                              |
| 18.                                               | «Future (Inst.)»                                          |                                                               | Taibian, Bark, YESY                                                  | Red Velvet                                        | 3:35                                              |
| 19.                                               | «Day & Night (Inst.)»                                     |                                                               | Со Тон Хван, Чон Син Хван                                            | Чон Син Хван                                      | 4:20                                              |
| 20.                                               | «One Day (Inst.)»                                         |                                                               | Со Че Ха, Кім Йон Сон, Пак Се Джун                                   | Кім Філ                                           | 4:02                                              |
| 21.                                               | «I Know (Inst.)»                                          |                                                               | ARTMATIC (Хан Кьон Су, Чхве Чі Сан), Чхве Хан Соль, Violet           | Oh My Girl (Синхі, Чіхо, Піні)                    | 3:18                                              |
| 22.                                               | «Running (Inst.)»                                         |                                                               | AIMING (Кім Чхан Рак, Кім Су Бін), Лі Син Хьон, Кім Тон Йон          | Gaho                                              | 3:29                                              |
| 23.                                               | «Where Is Dream (Inst.)»                                  |                                                               | Taibian, Bark, YESY                                                  | 10CM                                              | 3:03                                              |
| 24.                                               | «My Love (Inst.)»                                         |                                                               | Captain Planet, Хан Кьон Су (ARTMATIC)                               | Davichi                                           | 3:21                                              |
| 25.                                               | «Even For A Moment (Inst.)»                               |                                                               | Captain Planet, Хан Кьон Су (ARTMATIC)                               | Cheeze                                            | 3:49                                              |
| 26.                                               | «Blue Bird (Inst.)»                                       |                                                               | Хан Кьон Су (ARTMATIC), Кан У Джін, Лі Чон У, Чхве Мін Джун, VioletK | Ailee                                             | 3:46                                              |
| 27.                                               | «Lonesome Diary (Inst.)»                                  |                                                               | Taibian, Bark, YESY                                                  | Сандиль (B1A4)                                    | 3:58                                              |
| 28.                                               | «Two Words (Inst.)»                                       |                                                               | Хан Кьон Су (ARTMATIC), Чхве Хан Соль, VioletK                       | Венді (Red Velvet)                                | 3:59                                              |
| 29.                                               | «Love Letter (Inst.)»                                     |                                                               | Кім Чон У, Ю А Рі, Мі Сон, Чхве Силь Ґі                              | Bolbbalgan4                                       | 3:10                                              |
| 30.                                               | «Dream (Inst.)»                                           |                                                               | ARTMATIC (Хан Кьон Су, Чхве Чі Сан), Mats Tarn                       | Jamie                                             | 3:33                                              |
| 31.                                               | «My Dear Love (Inst.)»                                    |                                                               | Лі Ю Джін, Пак Се Джун                                               | Сюзі                                              | 4:01                                              |
| 32.                                               | «Love Me Like You Used To (Inst.)»                        |                                                               | Чо Йон Су                                                            | Kassy                                             | 3:36                                              |
| 33.                                               | «To Me (Inst.)»                                           |                                                               | Кім Йон Сон, Со Че Ха, Пак Се Джун                                   | Чон Ин Джі (Apink)                                | 3:53                                              |
| 34.                                               | «Care About You (Inst.)»                                  |                                                               | AIMING (Кім Чхан Рак, Кім Су Бін), Чхве Силь Ґі                      | K.Will                                            | 3:29                                              |

| Start-Up (Original Television Soundtrack), Диск 2 | Start-Up (Original Television Soundtrack), Диск 2 | Start-Up (Original Television Soundtrack), Диск 2 | Start-Up (Original Television Soundtrack), Диск 2 | Start-Up (Original Television Soundtrack), Диск 2 |
| #                                                 | Назва                                             | Автор музики                                      | Виконавець                                        | Тривалість                                        |
| ------------------------------------------------- | ------------------------------------------------- | ------------------------------------------------- | ------------------------------------------------- | ------------------------------------------------- |
| 1.                                                | «Sandbox»                                         | Пак Се Джун, На Юн Сік                            | Пак Се Джун, На Юн Сік                            | 2:00                                              |
| 2.                                                | «Start Up»                                        | Кім Тон Хьок                                      | Кім Тон Хьок                                      | 2:31                                              |
| 3.                                                | «Love Designer»                                   | Пак Се Джун, Сон Че Ґьон                          | Пак Се Джун, Сон Че Ґьон                          | 2:44                                              |
| 4.                                                | «Cupcake»                                         | Пак Се Джун, Кім Мін Джі                          | Пак Се Джун, Кім Мін Джі                          | 1:35                                              |
| 5.                                                | «Delicious Hot Dog»                               | Пак Се Джун                                       | Пак Се Джун                                       | 2:48                                              |
| 6.                                                | «Dream A Dream»                                   | Пак Се Джун, На Юн Сік                            | Пак Се Джун, На Юн Сік                            | 5:19                                              |
| 7.                                                | «Maybe You Know It»                               | Пак Се Джун, У Чі Хун                             | Пак Се Джун, У Чі Хун                             | 2:27                                              |
| 8.                                                | «Alchemist»                                       | Сон Чін Сок, Хван Син Пхіль                       | Сон Чін Сок, Хван Син Пхіль                       | 1:48                                              |
| 9.                                                | «My Past»                                         | Пак Се Джун, Кім Мін Джі                          | Пак Се Джун, Кім Мін Джі                          | 2:09                                              |
| 10.                                               | «Heart Signal»                                    | Кім Тон Хьок                                      | Кім Тон Хьок                                      | 1:58                                              |
| 11.                                               | «A Puppy's Perspective»                           | Пак Се Джун, Ю Хі Хьон                            | Пак Се Джун, Ю Хі Хьон                            | 1:54                                              |
| 12.                                               | «We Want To Be Like You»                          | Пак Се Джун, У Чі Хун                             | Пак Се Джун, У Чі Хун                             | 2:00                                              |
| 13.                                               | «Without Your Letter»                             | Лі Ньом                                           | Лі Ньом                                           | 2:45                                              |
| 14.                                               | «Time To Write A Letter To Dalmi»                 | Пак Се Джун, На Юн Сік                            | Пак Се Джун, На Юн Сік                            | 3:07                                              |
| 15.                                               | «Never Go Back»                                   | Кім Тон Хьок                                      | Кім Тон Хьок                                      | 2:18                                              |
| 16.                                               | «I Am Hacker»                                     | Пак Се Джун, У Чі Хун                             | Пак Се Джун, У Чі Хун                             | 1:41                                              |
| 17.                                               | «What Girls Do»                                   | Пак Се Джун, Сон Че Ґьон                          | Пак Се Джун, Сон Че Ґьон                          | 1:42                                              |
| 18.                                               | «Shake Shake»                                     | Пак Се Джун, Кім Мін Джі                          | Пак Се Джун, Кім Мін Джі                          | 2:43                                              |
| 19.                                               | «Tick Tick Tick»                                  | Пак Се Джун, На Сан Джін                          | Пак Се Джун, На Сан Джін                          | 1:53                                              |
| 20.                                               | «Let's Go To Sandbox»                             | Кім Тон Хьок                                      | Кім Тон Хьок                                      | 1:29                                              |
| 21.                                               | «Game Room»                                       | Пак Се Джун, У Чі Хун                             | Пак Се Джун, У Чі Хун                             | 1:20                                              |
| 22.                                               | «Funny Revenge»                                   | Пак Се Джун, Ю Хі Хьон                            | Пак Се Джун, Ю Хі Хьон                            | 1:25                                              |
| 23.                                               | «Origin Effects»                                  | Пак Се Джун, У Чі Хун                             | Пак Се Джун, У Чі Хун                             | 1:53                                              |
| 24.                                               | «Swing And Sand»                                  | Кім Тон Хьок                                      | Кім Тон Хьок                                      | 1:50                                              |
| 25.                                               | «The First Day I Met You»                         | Пак Се Джун, На Юн Сік                            | Пак Се Джун, На Юн Сік                            | 3:13                                              |
| 26.                                               | «Childish Daddy»                                  | Сон Че Ґьон                                       | Сон Че Ґьон                                       | 2:33                                              |
| 27.                                               | «Love Love Letter»                                | Пак Се Джун, Кім Мін Джі                          | Пак Се Джун, Кім Мін Джі                          | 1:58                                              |
| 28.                                               | «A Cruel First Meeting»                           | Лі Ньом                                           | Лі Ньом                                           | 2:19                                              |
| 29.                                               | «Frosty Hill»                                     | Сон Чін Сок, Хван Син Пхіль                       | Сон Чін Сок, Хван Син Пхіль                       | 2:11                                              |
| 30.                                               | «Ransomware»                                      | Кім Тон Хьок                                      | Кім Тон Хьок                                      | 2:56                                              |
| 31.                                               | «Remind»                                          | Пак Се Джун, У Чі Хун                             | Пак Се Джун, У Чі Хун                             | 1:50                                              |
| 32.                                               | «Regret Will Remain The Season»                   | Пак Се Джун, Кім Мін Джі                          | Пак Се Джун, Кім Мін Джі                          | 3:34                                              |
| 33.                                               | «Last Chance»                                     | Пак Се Джун, У Чі Хун                             | Пак Се Джун, У Чі Хун                             | 2:10                                              |
| 34.                                               | «I Blush For You»                                 | Кім Тон Хьок                                      | Кім Тон Хьок                                      | 2:40                                              |
| 35.                                               | «We Will Be Fine»                                 | Пак Се Джун, На Юн Сік                            | Пак Се Джун, На Юн Сік                            | 3:16                                              |
| 36.                                               | «Go Go Sandbox»                                   | Пак Се Джун, Кім Мін Джі                          | Пак Се Джун, Кім Мін Джі                          | 2:01                                              |
| 37.                                               | «Tears Of Piano»                                  | Пак Се Джун, У Чі Хун                             | Пак Се Джун, У Чі Хун                             | 2:52                                              |
| 38.                                               | «Merry-go-round»                                  | Кім Тон Хьок                                      | Кім Тон Хьок                                      | 1:44                                              |
| 39.                                               | «Kiss The Flower»                                 | Пак Се Джун, Сон Чін Сок                          | Пак Се Джун, Сон Чін Сок                          | 1:29                                              |
| 40.                                               | «Electric Love»                                   | Пак Се Джун, Сон Че Ґьон                          | Пак Се Джун, Сон Че Ґьон                          | 1:41                                              |
| 41.                                               | «Flypaper»                                        | Пак Се Джун, У Чі Хун                             | Пак Се Джун, У Чі Хун                             | 1:32                                              |
| 42.                                               | «For This Day»                                    | Пак Се Джун, Ю Хі Хьон                            | Пак Се Джун, Ю Хі Хьон                            | 3:03                                              |
| 43.                                               | «Maybe»                                           | Пак Се Джун, Кім Мін Джі                          | Пак Се Джун, Кім Мін Джі                          | 2:51                                              |
| 44.                                               | «A Small Postbox Of Hope»                         | Пак Се Джун                                       | Пак Се Джун                                       | 2:57                                              |
| 45.                                               | «All Night Long»                                  | Кім Тон Хьок                                      | Кім Тон Хьок                                      | 2:26                                              |
| 46.                                               | «In The Same Way Or Another»                      | Пак Се Джун, У Чі Хун                             | Пак Се Джун, У Чі Хун                             | 1:53                                              |
| 47.                                               | «Old And Young»                                   | Пак Се Джун, Сон Че Ґьон                          | Пак Се Джун, Сон Че Ґьон                          | 2:04                                              |
| 48.                                               | «Bright Future»                                   | Пак Се Джун, Кім Мін Джі                          | Пак Се Джун, Кім Мін Джі                          | 1:57                                              |
| 49.                                               | «Hold Me Down»                                    | Кім Тон Хьок                                      | Кім Тон Хьок                                      | 2:35                                              |
| 50.                                               | «A Story I Couldn't Tell You»                     | Лі Ньом                                           | Лі Ньом                                           | 2:44                                              |
| 51.                                               | «Not Yet»                                         | Пак Се Джун, У Чі Хун                             | Пак Се Джун, У Чі Хун                             | 2:14                                              |

### Альбом частинами
| Start-Up (Original Television Soundtrack), Part 1 | Start-Up (Original Television Soundtrack), Part 1 | Start-Up (Original Television Soundtrack), Part 1 | Start-Up (Original Television Soundtrack), Part 1 | Start-Up (Original Television Soundtrack), Part 1 | Start-Up (Original Television Soundtrack), Part 1 |
| #                                                 | Назва                                             | Автор слів                                        | Автор музики                                      | Виконавець                                        | Тривалість                                        |
| ------------------------------------------------- | ------------------------------------------------- | ------------------------------------------------- | ------------------------------------------------- | ------------------------------------------------- | ------------------------------------------------- |
| 1.                                                | «Future» (미래)                                   | Taibian, Пак Се Джун                              | Taibian, Bark, YESY                               | Red Velvet                                        | 3:35                                              |
| 2.                                                | «Future (Inst.)»                                  |                                                   | Taibian, Bark, YESY                               | Red Velvet                                        | 3:35                                              |

| Start-Up (Original Television Soundtrack), Part 2 | Start-Up (Original Television Soundtrack), Part 2 | Start-Up (Original Television Soundtrack), Part 2 | Start-Up (Original Television Soundtrack), Part 2 | Start-Up (Original Television Soundtrack), Part 2 | Start-Up (Original Television Soundtrack), Part 2 |
| #                                                 | Назва                                             | Автор слів                                        | Автор музики                                      | Виконавець                                        | Тривалість                                        |
| ------------------------------------------------- | ------------------------------------------------- | ------------------------------------------------- | ------------------------------------------------- | ------------------------------------------------- | ------------------------------------------------- |
| 1.                                                | «Day & Night»                                     | Taibian, Пак Се Джун                              | Со Тон Хван, Чон Син Хван                         | Чон Син Хван                                      | 4:20                                              |
| 2.                                                | «Day & Night (Inst.)»                             |                                                   | Со Тон Хван, Чон Син Хван                         | Чон Син Хван                                      | 4:20                                              |

| Start-Up (Original Television Soundtrack), Part 3 | Start-Up (Original Television Soundtrack), Part 3 | Start-Up (Original Television Soundtrack), Part 3 | Start-Up (Original Television Soundtrack), Part 3 | Start-Up (Original Television Soundtrack), Part 3 | Start-Up (Original Television Soundtrack), Part 3 |
| #                                                 | Назва                                             | Автор слів                                        | Автор музики                                      | Виконавець                                        | Тривалість                                        |
| ------------------------------------------------- | ------------------------------------------------- | ------------------------------------------------- | ------------------------------------------------- | ------------------------------------------------- | ------------------------------------------------- |
| 1.                                                | «One Day» (어느 날 우리)                          | Хван Сок Джу, Хан Джун, Пак Се Джун               | Со Че Ха, Кім Йон Сон, Пак Се Джун                | Кім Філ                                           | 4:02                                              |
| 2.                                                | «One Day (Inst.)»                                 |                                                   | Со Че Ха, Кім Йон Сон, Пак Се Джун                | Кім Філ                                           | 4:02                                              |

| Start-Up (Original Television Soundtrack), Part 4 | Start-Up (Original Television Soundtrack), Part 4 | Start-Up (Original Television Soundtrack), Part 4             | Start-Up (Original Television Soundtrack), Part 4          | Start-Up (Original Television Soundtrack), Part 4 | Start-Up (Original Television Soundtrack), Part 4 |
| #                                                 | Назва                                             | Автор слів                                                    | Автор музики                                               | Виконавець                                        | Тривалість                                        |
| ------------------------------------------------- | ------------------------------------------------- | ------------------------------------------------------------- | ---------------------------------------------------------- | ------------------------------------------------- | ------------------------------------------------- |
| 1.                                                | «I Know»                                          | ARTMATIC (Чхве Чі Сан, Хан Кьон Су, Лі Хьон Сан), Пак Се Джун | ARTMATIC (Хан Кьон Су, Чхве Чі Сан), Чхве Хан Соль         | Oh My Girl (Синхі, Чіхо, Піні)                    | 3:18                                              |
| 2.                                                | «I Know (Inst.)»                                  |                                                               | ARTMATIC (Хан Кьон Су, Чхве Чі Сан), Чхве Хан Соль, Violet | Oh My Girl (Синхі, Чіхо, Піні)                    | 3:18                                              |

| Start-Up (Original Television Soundtrack), Part 5 | Start-Up (Original Television Soundtrack), Part 5 | Start-Up (Original Television Soundtrack), Part 5 | Start-Up (Original Television Soundtrack), Part 5           | Start-Up (Original Television Soundtrack), Part 5 | Start-Up (Original Television Soundtrack), Part 5 |
| #                                                 | Назва                                             | Автор слів                                        | Автор музики                                                | Виконавець                                        | Тривалість                                        |
| ------------------------------------------------- | ------------------------------------------------- | ------------------------------------------------- | ----------------------------------------------------------- | ------------------------------------------------- | ------------------------------------------------- |
| 1.                                                | «Running»                                         | Юн Кьон Вон, Чхве Силь Ґі, Ан Чі Су, Пак Се Джун  | AIMING (Кім Чхан Рак, Кім Су Бін), Лі Син Хьон, Кім Тон Йон | Gaho                                              | 3:29                                              |
| 2.                                                | «Running (Inst.)»                                 |                                                   | AIMING (Кім Чхан Рак, Кім Су Бін), Лі Син Хьон, Кім Тон Йон | Gaho                                              | 3:29                                              |

| Start-Up (Original Television Soundtrack), Part 6 | Start-Up (Original Television Soundtrack), Part 6 | Start-Up (Original Television Soundtrack), Part 6 | Start-Up (Original Television Soundtrack), Part 6 | Start-Up (Original Television Soundtrack), Part 6 | Start-Up (Original Television Soundtrack), Part 6 |
| #                                                 | Назва                                             | Автор слів                                        | Автор музики                                      | Виконавець                                        | Тривалість                                        |
| ------------------------------------------------- | ------------------------------------------------- | ------------------------------------------------- | ------------------------------------------------- | ------------------------------------------------- | ------------------------------------------------- |
| 1.                                                | «Where Is Dream»                                  | Taibian, Пак Се Джун                              | Taibian, Bark, YESY                               | 10CM                                              | 3:03                                              |
| 2.                                                | «Where Is Dream (Inst.)»                          |                                                   | Taibian, Bark, YESY                               | 10CM                                              | 3:03                                              |

| Start-Up (Original Television Soundtrack), Part 7 | Start-Up (Original Television Soundtrack), Part 7 | Start-Up (Original Television Soundtrack), Part 7             | Start-Up (Original Television Soundtrack), Part 7 | Start-Up (Original Television Soundtrack), Part 7 | Start-Up (Original Television Soundtrack), Part 7 |
| #                                                 | Назва                                             | Автор слів                                                    | Автор музики                                      | Виконавець                                        | Тривалість                                        |
| ------------------------------------------------- | ------------------------------------------------- | ------------------------------------------------------------- | ------------------------------------------------- | ------------------------------------------------- | ------------------------------------------------- |
| 1.                                                | «My Love»                                         | Captain Planet, Хан Кьон Су (ARTMATIC), Хан Джун, Пак Се Джун | Captain Planet, Хан Кьон Су (ARTMATIC)            | Davichi                                           | 3:21                                              |
| 2.                                                | «My Love (Inst.)»                                 |                                                               | Captain Planet, Хан Кьон Су (ARTMATIC)            | Davichi                                           | 3:21                                              |

| Start-Up (Original Television Soundtrack), Part 8 | Start-Up (Original Television Soundtrack), Part 8 | Start-Up (Original Television Soundtrack), Part 8   | Start-Up (Original Television Soundtrack), Part 8 | Start-Up (Original Television Soundtrack), Part 8 | Start-Up (Original Television Soundtrack), Part 8 |
| #                                                 | Назва                                             | Автор слів                                          | Автор музики                                      | Виконавець                                        | Тривалість                                        |
| ------------------------------------------------- | ------------------------------------------------- | --------------------------------------------------- | ------------------------------------------------- | ------------------------------------------------- | ------------------------------------------------- |
| 1.                                                | «Even For A Moment» (우연히 잠시라도)             | Captain Planet, Хан Кьон Су (ARTMATIC), Пак Се Джун | Captain Planet, Хан Кьон Су (ARTMATIC)            | Cheeze                                            | 3:49                                              |
| 2.                                                | «Even For A Moment (Inst.)»                       |                                                     | Captain Planet, Хан Кьон Су (ARTMATIC)            | Cheeze                                            | 3:49                                              |

| Start-Up (Original Television Soundtrack), Part 9 | Start-Up (Original Television Soundtrack), Part 9 | Start-Up (Original Television Soundtrack), Part 9 | Start-Up (Original Television Soundtrack), Part 9                    | Start-Up (Original Television Soundtrack), Part 9 | Start-Up (Original Television Soundtrack), Part 9 |
| #                                                 | Назва                                             | Автор слів                                        | Автор музики                                                         | Виконавець                                        | Тривалість                                        |
| ------------------------------------------------- | ------------------------------------------------- | ------------------------------------------------- | -------------------------------------------------------------------- | ------------------------------------------------- | ------------------------------------------------- |
| 1.                                                | «Blue Bird»                                       | Хан Кьон Су (ARTMATIC), Пак Се Джун               | Хан Кьон Су (ARTMATIC), Кан У Джін, Лі Чон У, Чхве Мін Джун, VioletK | Ailee                                             | 3:46                                              |
| 2.                                                | «Blue Bird (Inst.)»                               |                                                   | Хан Кьон Су (ARTMATIC), Кан У Джін, Лі Чон У, Чхве Мін Джун, VioletK | Ailee                                             | 3:46                                              |

| Start-Up (Original Television Soundtrack), Part 10 | Start-Up (Original Television Soundtrack), Part 10 | Start-Up (Original Television Soundtrack), Part 10 | Start-Up (Original Television Soundtrack), Part 10 | Start-Up (Original Television Soundtrack), Part 10 | Start-Up (Original Television Soundtrack), Part 10 |
| #                                                  | Назва                                              | Автор слів                                         | Автор музики                                       | Виконавець                                         | Тривалість                                         |
| -------------------------------------------------- | -------------------------------------------------- | -------------------------------------------------- | -------------------------------------------------- | -------------------------------------------------- | -------------------------------------------------- |
| 1.                                                 | «Lonesome Diary» (어른 일기)                       | Taibian, Пак Се Джун                               | Taibian, Bark, YESY                                | Сандиль (B1A4)                                     | 3:58                                               |
| 2.                                                 | «Lonesome Diary (Inst.)»                           |                                                    | Taibian, Bark, YESY                                | Сандиль (B1A4)                                     | 3:58                                               |

| Start-Up (Original Television Soundtrack), Part 11 | Start-Up (Original Television Soundtrack), Part 11 | Start-Up (Original Television Soundtrack), Part 11 | Start-Up (Original Television Soundtrack), Part 11 | Start-Up (Original Television Soundtrack), Part 11 | Start-Up (Original Television Soundtrack), Part 11 |
| #                                                  | Назва                                              | Автор слів                                         | Автор музики                                       | Виконавець                                         | Тривалість                                         |
| -------------------------------------------------- | -------------------------------------------------- | -------------------------------------------------- | -------------------------------------------------- | -------------------------------------------------- | -------------------------------------------------- |
| 1.                                                 | «Two Words» (두 글자)                              | Хан Джун, Пак Се Джун                              | Хан Кьон Су (ARTMATIC), Чхве Хан Соль, VioletK     | Венді (Red Velvet)                                 | 3:59                                               |
| 2.                                                 | «Two Words (Inst.)»                                |                                                    | Хан Кьон Су (ARTMATIC), Чхве Хан Соль, VioletK     | Венді (Red Velvet)                                 | 3:59                                               |

| Start-Up (Original Television Soundtrack), Part 12 | Start-Up (Original Television Soundtrack), Part 12 | Start-Up (Original Television Soundtrack), Part 12 | Start-Up (Original Television Soundtrack), Part 12 | Start-Up (Original Television Soundtrack), Part 12 | Start-Up (Original Television Soundtrack), Part 12 |
| #                                                  | Назва                                              | Автор слів                                         | Автор музики                                       | Виконавець                                         | Тривалість                                         |
| -------------------------------------------------- | -------------------------------------------------- | -------------------------------------------------- | -------------------------------------------------- | -------------------------------------------------- | -------------------------------------------------- |
| 1.                                                 | «Love Letter»                                      | Мі Сон, Кім Чон У, Ю А Рі, Пак Се Джун             | Ан Чі Йон, Кім Чон У, Ю А Рі, Мі Сон, Чхве Силь Ґі | Bolbbalgan4                                        | 3:10                                               |
| 2.                                                 | «Love Letter (Inst.)»                              |                                                    | Кім Чон У, Ю А Рі, Мі Сон, Чхве Силь Ґі            | Bolbbalgan4                                        | 3:10                                               |

| Start-Up (Original Television Soundtrack), Part 13 | Start-Up (Original Television Soundtrack), Part 13 | Start-Up (Original Television Soundtrack), Part 13 | Start-Up (Original Television Soundtrack), Part 13 | Start-Up (Original Television Soundtrack), Part 13 | Start-Up (Original Television Soundtrack), Part 13 |
| #                                                  | Назва                                              | Автор слів                                         | Автор музики                                       | Виконавець                                         | Тривалість                                         |
| -------------------------------------------------- | -------------------------------------------------- | -------------------------------------------------- | -------------------------------------------------- | -------------------------------------------------- | -------------------------------------------------- |
| 1.                                                 | «Dream» (상상한 꿈)                                | Лі Хьон Сан (ARTMATIC), Dope'Doug, Пак Се Джун     | ARTMATIC (Хан Кьон Су, Чхве Чі Сан), Mats Ta       | Jamie                                              | 3:33                                               |
| 2.                                                 | «Dream (Inst.)»                                    |                                                    | ARTMATIC (Хан Кьон Су, Чхве Чі Сан), Mats Tarn     | Jamie                                              | 3:33                                               |

| Start-Up (Original Television Soundtrack), Part 14 | Start-Up (Original Television Soundtrack), Part 14 | Start-Up (Original Television Soundtrack), Part 14 | Start-Up (Original Television Soundtrack), Part 14 | Start-Up (Original Television Soundtrack), Part 14 | Start-Up (Original Television Soundtrack), Part 14 |
| #                                                  | Назва                                              | Автор слів                                         | Автор музики                                       | Виконавець                                         | Тривалість                                         |
| -------------------------------------------------- | -------------------------------------------------- | -------------------------------------------------- | -------------------------------------------------- | -------------------------------------------------- | -------------------------------------------------- |
| 1.                                                 | «My Dear Love»                                     | Хан Джун, Пак Се Джун                              | Лі Ю Джін, Пак Се Джун                             | Сюзі                                               | 4:01                                               |
| 2.                                                 | «My Dear Love (Inst.)»                             |                                                    | Лі Ю Джін, Пак Се Джун                             | Сюзі                                               | 4:01                                               |

| Start-Up (Original Television Soundtrack), Part 15 | Start-Up (Original Television Soundtrack), Part 15        | Start-Up (Original Television Soundtrack), Part 15 | Start-Up (Original Television Soundtrack), Part 15 | Start-Up (Original Television Soundtrack), Part 15 | Start-Up (Original Television Soundtrack), Part 15 |
| #                                                  | Назва                                                     | Автор слів                                         | Автор музики                                       | Виконавець                                         | Тривалість                                         |
| -------------------------------------------------- | --------------------------------------------------------- | -------------------------------------------------- | -------------------------------------------------- | -------------------------------------------------- | -------------------------------------------------- |
| 1.                                                 | «Love Me Like You Used To» (날 사랑한 처음의 너로 돌아와) | Kassy                                              | Чо Йон Су                                          | Kassy                                              | 3:36                                               |
| 2.                                                 | «Love Me Like You Used To (Inst.)»                        |                                                    | Чо Йон Су                                          | Kassy                                              | 3:36                                               |

| Start-Up (Original Television Soundtrack), Part 16 | Start-Up (Original Television Soundtrack), Part 16 | Start-Up (Original Television Soundtrack), Part 16 | Start-Up (Original Television Soundtrack), Part 16 | Start-Up (Original Television Soundtrack), Part 16 | Start-Up (Original Television Soundtrack), Part 16 |
| #                                                  | Назва                                              | Автор слів                                         | Автор музики                                       | Виконавець                                         | Тривалість                                         |
| -------------------------------------------------- | -------------------------------------------------- | -------------------------------------------------- | -------------------------------------------------- | -------------------------------------------------- | -------------------------------------------------- |
| 1.                                                 | «To Me» (혼잣말)                                   | Хан Джун, Пак Се Джун                              | Кім Йон Сон, Со Че Ха, Пак Се Джун                 | Чон Ин Джі (Apink)                                 | 3:53                                               |
| 2.                                                 | «To Me (Inst.)»                                    |                                                    | Кім Йон Сон, Со Че Ха, Пак Се Джун                 | Чон Ин Джі (Apink)                                 | 3:53                                               |

| Start-Up (Original Television Soundtrack), Part 17 | Start-Up (Original Television Soundtrack), Part 17 | Start-Up (Original Television Soundtrack), Part 17 | Start-Up (Original Television Soundtrack), Part 17 | Start-Up (Original Television Soundtrack), Part 17 | Start-Up (Original Television Soundtrack), Part 17 |
| #                                                  | Назва                                              | Автор слів                                         | Автор музики                                       | Виконавець                                         | Тривалість                                         |
| -------------------------------------------------- | -------------------------------------------------- | -------------------------------------------------- | -------------------------------------------------- | -------------------------------------------------- | -------------------------------------------------- |
| 1.                                                 | «Care About You» (너 하나만 바라볼 사람)           | AIMING (Кім Чхан Рак, Кім Су Бін), Пак Се Джун     | AIMING (Кім Чхан Рак, Кім Су Бін), Чхве Силь Ґі    | K.Will                                             | 3:29                                               |
| 2.                                                 | «Care About You (Inst.)»                           |                                                    | AIMING (Кім Чхан Рак, Кім Су Бін), Чхве Силь Ґі    | K.Will                                             | 3:29                                               |

## Рейтинги
Найнижчі рейтинги позначені синім кольором, а найвищі — червоним кольором.
| Серія            | Частина          | Дата показу       | Назва                           | Середнє значення кількості переглядів | Середнє значення кількості переглядів |
| Серія            | Частина          | Дата показу       | Назва                           | AGB Nielsen                           | AGB Nielsen                           |
| Серія            | Частина          | Дата показу       | Назва                           | Загальнонаціональні                   | Сеул                                  |
| ---------------- | ---------------- | ----------------- | ------------------------------- | ------------------------------------- | ------------------------------------- |
| 1                | 1                | 17 жовтня 2020    | Стартап                         | 4,278 %                               | 4,416 %                               |
| 1                | 2                | 17 жовтня 2020    | Стартап                         | 4,495 %                               | 4,553 %                               |
| 2                | 1                | 18 жовтня 2020    | Сім'я, друзі, ду́рні             | 4,208 %                               | 4,585 %                               |
| 2                | 2                | 18 жовтня 2020    | Сім'я, друзі, ду́рні             | 4,361 %                               | 4,666 %                               |
| 3                | 1                | 24 жовтня 2020    | Ангел                           | 4,789 %                               | 5,383 %                               |
| 3                | 2                | 24 жовтня 2020    | Ангел                           | 4,468 %                               | 5,042 %                               |
| 4                | 1                | 25 жовтня 2020    | Пісочниця                       | 4,334 %                               | 4,761 %                               |
| 4                | 2                | 25 жовтня 2020    | Пісочниця                       | 5,010 %                               | 5,696 %                               |
| 5                | 1                | 31 жовтня 2020    | Хакатон                         | 4,274 %                               | 4,861 %                               |
| 5                | 2                | 31 жовтня 2020    | Хакатон                         | 5,424 %                               | 6,061 %                               |
| 6                | 1                | 1 листопада 2020  | Ключова людина                  | 4,136 %                               | 4,257 %                               |
| 6                | 2                | 1 листопада 2020  | Ключова людина                  | 4,741 %                               | 4,880 %                               |
| 7                | 1                | 7 листопада 2020  | Швидкість спалювання капіталу   | 4,521 %                               | 5,227 %                               |
| 7                | 2                | 7 листопада 2020  | Швидкість спалювання капіталу   | 5,065 %                               | 5,952 %                               |
| 8                | 1                | 8 листопада 2020  | Резервна копія                  | 3,821 %                               | 4,113 %                               |
| 8                | 2                | 8 листопада 2020  | Резервна копія                  | 4,544 %                               | 5,031 %                               |
| 9                | 1                | 14 листопада 2020 | Ризик                           | 4,879 %                               | 5,718 %                               |
| 9                | 2                | 14 листопада 2020 | Ризик                           | 5,145 %                               | 5,946 %                               |
| 10               | 1                | 15 листопада 2020 | Демо-день                       | 3,954 %                               | 4,433 %                               |
| 10               | 2                | 15 листопада 2020 | Демо-день                       | 4,352 %                               | 4,839 %                               |
| 11               | 1                | 21 листопада 2020 | Вихід                           | 4,130 %                               | 4,582 %                               |
| 11               | 2                | 21 листопада 2020 | Вихід                           | 4,799 %                               | 5,462 %                               |
| 12               | 1                | 22 листопада 2020 | Поглинання заради найму         | 4,270 %                               | 4,814 %                               |
| 12               | 2                | 22 листопада 2020 | Поглинання заради найму         | 5,079 %                               | 5,671 %                               |
| 13               | 1                | 28 листопада 2020 | Зона комфорту                   | 4,666 %                               | 5,278 %                               |
| 13               | 2                | 28 листопада 2020 | Зона комфорту                   | 5,151 %                               | 6,023 %                               |
| 14               | 1                | 29 листопада 2020 | Презентація для ліфту           | 4,573 %                               | 5,041 %                               |
| 14               | 2                | 29 листопада 2020 | Презентація для ліфту           | 5,255 %                               | 5,965 %                               |
| 15               | 1                | 5 грудня 2020     | Мінімально життєздатний продукт | 4,382 %                               | 4,357 %                               |
| 15               | 2                | 5 грудня 2020     | Мінімально життєздатний продукт | 4,980 %                               | 5,483 %                               |
| 16               | 1                | 6 грудня 2020     | Масштабування                   | 4,841 %                               | 5,178 %                               |
| 16               | 2                | 6 грудня 2020     | Масштабування                   | 5,187 %                               | 5,415 %                               |
| Середній рейтинг | Середній рейтинг | Середній рейтинг  | Середній рейтинг                | 4,629 %                               | 5,115 %                               |

## Нагороди та номінації
| Рік  | Нагорода                          | Категорія                                         | Отримувач   | Результат | Примітки      |
| ---- | --------------------------------- | ------------------------------------------------- | ----------- | --------- | ------------- |
| 2021 | 57-ма Премія мистецтв Пексан      | Найкращий актор другого плану                     | Кім Сон Хо  | Перемога  | [ 47 ] [ 48 ] |
| 2021 | 57-ма Премія мистецтв Пексан      | Нагорода за популярність (чоловіки)               | Кім Сон Хо  | Номінація | [ 49 ] [ 50 ] |
| 2021 | Премія корейського першого бренду | Акторка року                                      | Пе Сюзі     | Перемога  | [ 51 ]        |
| 2021 | Сеульська міжнародна премія драми | Видатна корейська драма, Нагорода за майстерність | «Стартап»   | Перемога  | [ 52 ]        |
| 2021 | Сеульська міжнародна премія драми | Видатна корейська драма, Найкраща акторка         | Пе Сюзі     | Перемога  | [ 52 ]        |
| 2021 | Сеульська міжнародна премія драми | Персонаж року                                     | Кім Сон Хо  | Перемога  | [ 53 ]        |
| 2021 | Сеульська міжнародна премія драми | Видатна корейська драма, Найкращий актор          | Нам Чу Хьок | Номінація | [ 54 ]        |